# Vöröshátú erdeipocok
A vöröshátú erdeipocok (Myodes glareolus, korábban Clethrionomys glareolus) az emlősök (Mammalia) osztályának rágcsálók (Rodentia) rendjébe, ezen belül a hörcsögfélék (Cricetidae) családjába és a pocokformák (Arvicolinae) alcsaládjába tartozó faj.

## Előfordulása

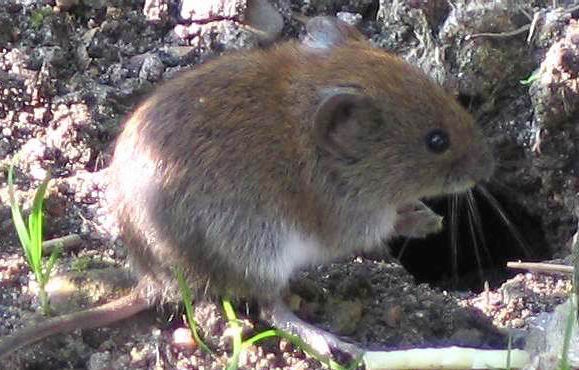
Vöröshátú erdeipocok az ürege bejáratánál

A vöröshátú erdeipocok Európa nagy részén megtalálható, keletre egészen Nyugat-Szibériáig. Ugyanakkor nem fordul elő a balti-tengeri szigeteken, például Bornholmon és Gotlandon, Európa legészakibb részein és a magas alpesi területeken.

## Megjelenése
Az állat fej-törzs-hossza 8–13,5 centiméter, farokhossza 3,5-7,2 centiméter és testtömege 15–40 gramm. A vöröshátú erdeipocok kicsi és kerek formájú. A felnőtt állatot vörösesbarna bundája alapján lehet megkülönböztetni a mezei pocoktól (Microtus arvalis). Ezenkívül nagyobb a füle és hosszabb a farka. Éles karmaival meg tudja fogni és tartani a táplálékot.

## Életmódja
A vöröshátú erdeipocok lomberdők, északon dús gyepszintű fenyvesek is, erdőszélek, sövények, cserjések és ligetek lakója. Az erdőkben a nedvesebb talajú részeket kedveli. A hegyvidékeken 2000 méter magasságig hatol fel. A vöröshátú erdeipocok rendszerint magányos. Nappal és éjjel is aktív. Tápláléka magok, bogyók, gyümölcsök, gumók, gyökerek és gombák. Az állat lyukat rág egy mogyoró héjába, hogy hozzáférjen a magjához. A széthasított vagy elfelezett héj azonban mókusra vagy szajkóra utal. A szabadban legfeljebb 2 évig él.

## Szaporodása
Az ivarérettséget 4–8 hetes korban éri el. A párzási időszak rendszerint április közepétől decemberig tart. A vemhesség 19–20 napig tart. Évente több almot; nyáron 2–4 almot ellik a nőstény. Egy alomban 3–6 utód van. Az utódok születésükkor csupaszok és vakok. Az elválasztás 3–4 hét múlva következik be. Sok kölyök csak néhány hónapig él.